# Эль-Тарра
Эль-Тарра (исп. El Tarra) — город и муниципалитет в северо-восточной части Колумбии, на территории департамента Северный Сантандер. Входит в состав Северного субрегиона.

## История
Поселение, из которого позднее вырос город, было основано в 1943 году. Муниципалитет Эль-Тарра был выделен в отдельную административную единицу в 1990 году.

## Географическое положение

Муниципалитет Эль-Тарра

Город расположен в северной части департамента, в левобережной части долины реки Тарры (приток реки Кататумбо), на расстоянии приблизительно 93 километров к северо-западу от города Кукута, административного центра департамента. Абсолютная высота — 197 метров над уровнем моря.
Муниципалитет Эль-Тарра граничит на севере, востоке и юго-востоке с территорией муниципалитета Тибу, на юге — с муниципалитетом Сан-Каликсто, на западе — с муниципалитетом Теорама. Площадь муниципалитета составляет 481,53 км².

## Население
По данным Национального административного департамента статистики Колумбии, совокупная численность населения города и муниципалитета в 2015 году составляла 10 957 человек.
Динамика численности населения муниципалитета по годам:
| 2005   | 2006   | 2007   | 2008   | 2009   | 2010   | 2011   | 2012   | 2013   | 2014   | 2015   |
| ------ | ------ | ------ | ------ | ------ | ------ | ------ | ------ | ------ | ------ | ------ |
| 10 772 | 10 778 | 10 790 | 10 800 | 10 817 | 10 831 | 10 853 | 10 881 | 10 900 | 10 920 | 10 957 |

Согласно данным переписи 2005 года мужчины составляли 53,3 % от населения Эль-Тарры, женщины — соответственно 46,7 %. В расовом отношении белые и метисы составляли 98 % от населения города; негры, мулаты и райсальцы — 1,8 %; индейцы — 0,2 %.
Уровень грамотности среди всего населения составлял 61,7 %.

## Экономика
68,6 % от общего числа городских и муниципальных предприятий составляют предприятия торговой сферы, 23,3 % — предприятия сферы обслуживания, 8,1 % — промышленные предприятия.